# Radomír Mrázek
Radomír Mrázek (* 5. února 1978) je český florbalový trenér. Pod jeho vedením v letech 2003 až 2013 získal mužský tým 1. SC Vítkovice dvakrát titul mistra Česka. Od roku 2019 je trenérem slovenské mužské reprezentace.

## Klubová kariéra
Mrázek se k florbalu dostal na střední škole v počátcích tohoto sportu v Česku. Hrát na vrcholové úrovni začal v klubu 1. SC Ostrava, se kterým hrál v nejvyšší soutěži v sezónách 1999/2000 a 2000/2001. Ve 22 letech s hraním ze zdravotních důvodů skončil a začal trénovat mládež v malém klubu FBT Ostrava – Poruba, který se později sloučil s 1. SC Vítkovice.
Po několika letech ve Vítkovicích se v roce 2003 stal trenérem mužského týmu. Po pěti ročnících u týmu ho v sezóně 2007/2008 dovedl do finále Extraligy a v následující sezóně po devíti letech i k titulu. Na následném Poháru mistrů získali s Vítkovicemi jako první český tým druhé místo. Svůj druhý ligový titul vyhrál o čtyři roky později v sezóně 2012/2013. Na začátku následující sezóny odstoupil po deseti letech z funkce trenéra. Celkem v posledních šesti sezónách ve Vítkovicích dovedl tým pětkrát do finále a k jednomu bronzu.
V následujících letech působil jako metodik a lektor Českého florbalu.

## Reprezentační kariéra
Mrázek byl trenérem české juniorské reprezentace na třech mistrovstvích světa mezi lety 2007 a 2011. Na mistrovství v roce 2007 získal s týmem první stříbrnou medaili v historii. Pro české juniory to byl největší úspěch až do prvního místa na mistrovství v roce 2019.
Šest let po přerušení trenérské kariéry se v roce 2019 stal trenérem slovenské mužské reprezentace. Na odloženém mistrovství 2020 dovedl Slováky k jejich historicky nejlepšímu umístění, sedmému místu. V kvalifikaci na Mistrovství světa 2022 se Slovenskem poprvé v historii porazil český tým a na samotném šampionátu obhájili sedmé místo.
| Umístění | Soutěž                                       | Role                                |
| -------- | -------------------------------------------- | ----------------------------------- |
|          | Mistrovství světa ve florbale do 19 let 2007 | asistent trenéra české reprezentace |
| 4.       | Mistrovství světa ve florbale do 19 let 2009 | asistent trenéra české reprezentace |
| 4.       | Mistrovství světa ve florbale do 19 let 2011 | asistent trenéra české reprezentace |
| 7.       | Mistrovství světa ve florbale 2020           | trenér slovenské reprezentace       |
| 7.       | Mistrovství světa ve florbale 2022           | trenér slovenské reprezentace       |

## Ocenění
V letech 2009, 2010, 2012 a 2013 byl čtyřikrát zvolen nejlepším florbalovým trenérem.